# Ле-Сабль-д'Олонн

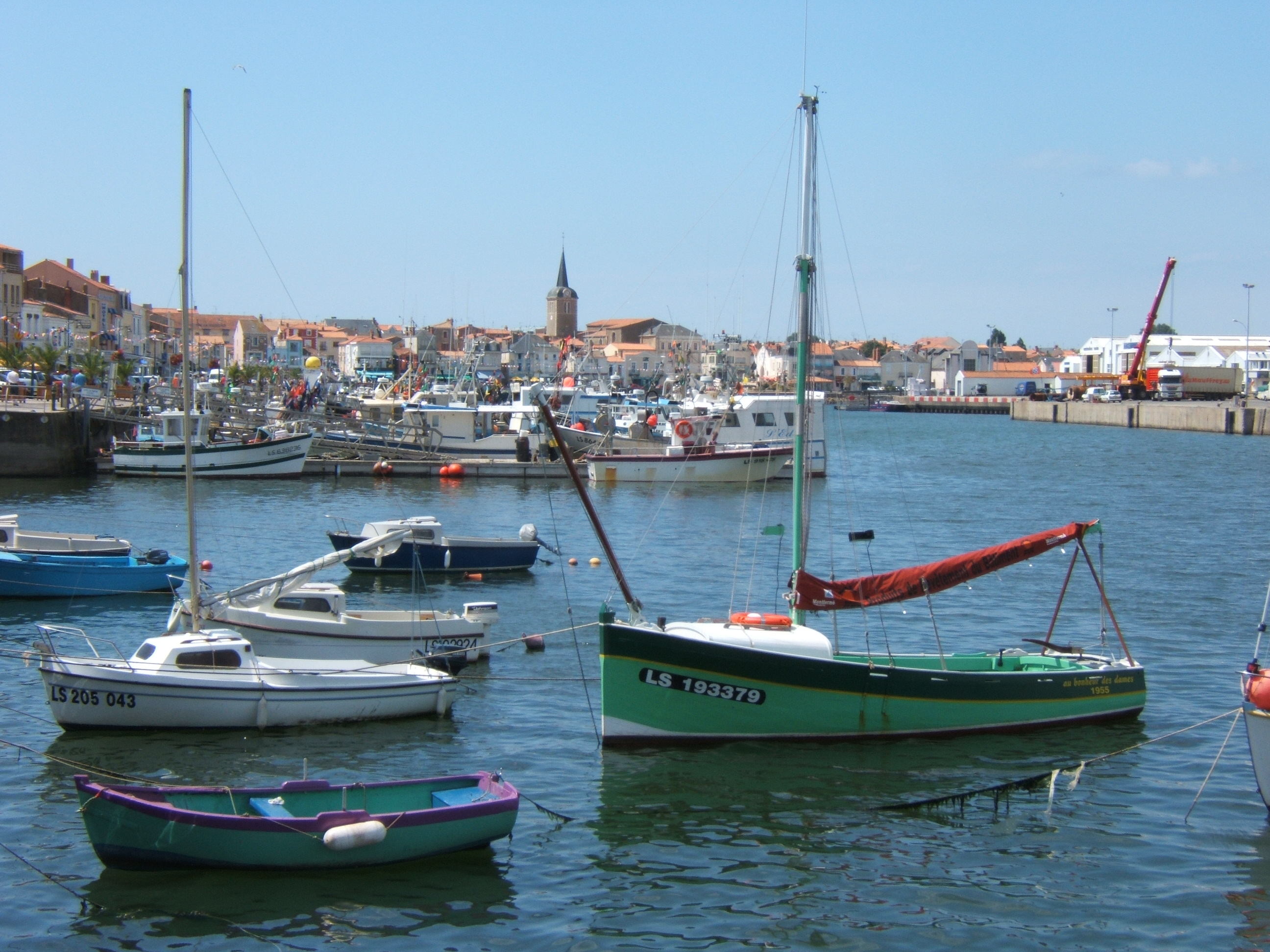

Ле-Сабль-д'Оло́нн (фр. Les Sables-d'Olonne) — муніципалітет у Франції, у регіоні Пеї-де-ла-Луар, департамент Вандея. Населення — 48 402 особи (01.01.2021).
Муніципалітет розташований на відстані близько 410 км на південний захід від Парижа, 85 км на південь від Нанта, 34 км на південний захід від Ла-Рош-сюр-Іона.

## Історія
1 січня 2019 року до Ле-Сабль-д'Олонн приєднали колишні муніципалітети Шато-д'Олонн і Олонн-сюр-Мер.

## Демографія
Динаміка населення (Cassini і INSEE ):
Розподіл населення за віком та статтю (2006):
| Стать | Всього | До 15 років | 15-24 | 25-44 | 45-64 | 65-85 | Понад 85 |
| --- | ------ | ----------- | ----- | ----- | ----- | ----- | -------- |
| Чоловіки | 6778   | 755         | 649   | 1206  | 1841  | 2083  | 244      |
| Жінки | 8801   | 705         | 535   | 1219  | 2284  | 3315  | 743      |
| \| Статево-вікова піраміда \| Статево-вікова піраміда \| Статево-вікова піраміда \| \| ----------------------- \| ----------------------- \| ----------------------- \| \| Чоловіки \| Вік \| Жінки \| \| 244 \| 85 + \| 743 \| \| 414 \| 80-84 \| 848 \| \| 535 \| 75-79 \| 886 \| \| 580 \| 70-74 \| 882 \| \| 554 \| 65-69 \| 699 \| \| 493 \| 60-64 \| 672 \| \| 634 \| 55-59 \| 705 \| \| 423 \| 50-54 \| 499 \| \| 291 \| 45-49 \| 408 \| \| 319 \| 40-44 \| 394 \| \| 297 \| 35-39 \| 325 \| \| 287 \| 30-34 \| 280 \| \| 303 \| 25-29 \| 220 \| \| 316 \| 20-24 \| 264 \| \| 333 \| 15-20 \| 271 \| \| 257 \| 10-14 \| 245 \| \| 299 \| 5-9 \| 213 \| \| 199 \| 0-4 \| 247 \| |        |             |       |       |       |       |          |
| Статево-вікова піраміда |        |             |       |       |       |       |          |
| Чоловіки | Вік    | Жінки       |       |       |       |       |          |
| 244 | 85 +   | 743         |       |       |       |       |          |
| 414 | 80-84  | 848         |       |       |       |       |          |
| 535 | 75-79  | 886         |       |       |       |       |          |
| 580 | 70-74  | 882         |       |       |       |       |          |
| 554 | 65-69  | 699         |       |       |       |       |          |
| 493 | 60-64  | 672         |       |       |       |       |          |
| 634 | 55-59  | 705         |       |       |       |       |          |
| 423 | 50-54  | 499         |       |       |       |       |          |
| 291 | 45-49  | 408         |       |       |       |       |          |
| 319 | 40-44  | 394         |       |       |       |       |          |
| 297 | 35-39  | 325         |       |       |       |       |          |
| 287 | 30-34  | 280         |       |       |       |       |          |
| 303 | 25-29  | 220         |       |       |       |       |          |
| 316 | 20-24  | 264         |       |       |       |       |          |
| 333 | 15-20  | 271         |       |       |       |       |          |
| 257 | 10-14  | 245         |       |       |       |       |          |
| 299 | 5-9    | 213         |       |       |       |       |          |
| 199 | 0-4    | 247         |       |       |       |       |          |

## Економіка
2010 року серед 6915 осіб працездатного віку (15—64 років) 4191 була активною, 2724 — неактивними (показник активності 60,6%, у 1999 році було 62,4%). З 4191 активної мешканців працювало 3558 осіб (1810 чоловіків та 1748 жінок), безробітними було 633 (289 чоловіків та 344 жінки). Серед 2724 неактивних 400 осіб було учнями чи студентами, 1597 — пенсіонерами, 727 були неактивними з інших причин.

У 2010 році у муніципалітеті числилось 9248 оподаткованих домогосподарств, у яких проживали 15646,5 особи, медіана доходів виносила 19 444 євро на одного особоспоживача.

## Спорт
Ле-Сабль-д'Олонн є місцем старту навколосвітніх перегонів яхтсменів-одинаків Вандей Глоб. Перегони засновані в 1989 році, а з 1992 року проводяться кожні чотири роки.